# Секунда – Мідделбург
Секунда — Мідделбург — газопровід у Південно-Африканській Республіці, створений для постачання споживачам штучного палива, виробленого вуглехімічним підприємством Секунда.
У 1980—1982 роках на схід від Йоганнесбурга ввели в експлуатацію потужний комплекс з переробки вугілля. Одним з його продуктів став «багатий на метан газ» (methane rich gas), який містить метан (від 82 до 94 %) та інші горючі гази, отримані в процесі газифікації, а також азот та аргон (до 16 %). Теплотворна здатність такого палива складає від 33,5 до 37,9 МДж/м³ та не поступається природному газу.
Одним із напрямків поставок з Секунди став північний, де у 1994 році запустили газопровід через Вітбанк (Witbank) до Мідделбурга (Middelburg) довжиною 120 км, в тому числі 73 км в діаметрі 400 мм та 47 км в діаметрі 350 мм. Крім того, система має 15 відгалужень із труб діаметром від 75 до 350 мм.
Одним із головних споживачів, що живились через газопровід Секунда — Мідделбург, став металургійний завод Columbus Steel, котрий спеціалізується на випуску неіржавної сталі.
Після того як в 2004 році через Секунду почали постачати доставлений по газопроводу Темане – Секунда мозамібцький природний газ, останній почав витісняти штучне паливо. Втім, станом на 2014 рік через трубопровід до Мідделбурга транспортувалась саме продукція вуглехімічного комплексу.